# Édouard Klein
Édouard Cl. Klein, né à Bruxelles, le 20 janvier 1933 et décédé le 5 septembre 2008 est un homme politique belge libéral (PRL).
Klein est licencié en sciences politiques et administratives.
Il fut échevin de Bruxelles, membre du conseil d'agglomération de Bruxelles et député  (il siégea notamment pendant la 47e législature de la Chambre des représentants).